# Oskar van Deventer
Pour les articles homonymes, voir Van Deventer.
Oskar van Deventer, né en 1965, est un créateur néerlandais de puzzles.

## Biographie
Il se marie avec José van Deventer en 1998[réf. nécessaire].
En plus d'être un créateur de puzzle, il fait de la recherche dans le domaine du « media networking » et possède un doctorat en optique. Il (co-)écrit plus de 100 publications, plus de 50 brevets, et a contribué à des centaines de standardisations/normalisations.
Depuis 2015, il se concentre sur les Blockchains, notamment en faisant partie d'un projet collaboratif régional[réf. nécessaire].

## Puzzles industrialisés
Il crée des puzzles à l'aide de l'impression 3D,. Beaucoup de ses puzzles sont industrialisés par Uwe Mèffert, Witeden et Hanayama.
Ces puzzles combinent les mathématiques, la physique, et le design. Il collabore avec des institutions académiques.
- Gear cube : anciennement « danger cube » du fait du risque élevé de se pincer les doigts avec les engrenages. Ce cube a été industrialisé par Meffert's, mais au fil du temps, plusieurs copies et modifications du même design sont apparues.
- Gear cube extreme : une version bandaged du gear cube, où 4 engrenages sont remplacés par 4 arêtes, ce qui rend le puzzle plus difficile. Ce cube a été industrialisé par Meffert's, et aussi copié par d'autres compagnies.
- Gear Shift : a été industrialisé par Meffert's, et aussi copié par d'autres compagnies.
- David Gear cube : anciennement Polo cube en référence à Alex Polonsky, qui a eu l'idée de ce puzzle. Ce cube a été industrialisé par Meffert's.
- Gear Mixup : une variante du gear cube où toutes les faces peuvent faire des rotations à 90° rendant possible les échanges d'arêtes et de centre, d'où le nom mix up. Ce cube a été industrialisé par Meffert's.
- Gear 5x5 : une compagnie chinoise inconnue industrialisa ce puzzle en utilisant un échantillon imprimé en 3D, sans l'autorisation d'Oskar van Deventer, un arrangement a été fait pour satisfaire les deux parties[réf. nécessaire].
- Gear Ball : un gear cube sphérique industrialisé par Meffert's.
- Mosaic cube : anciennement Fadi cube, c'est un cube tournant sur les coins avec deux coupes de profondeur, similaire au Okamoto et Greg lattice cube. Il a été industrialisé par Meffert's.
- Planets puzzle : quatre boules dans un cadre. Des cratères sur les boules bloquent et débloquent le mouvement des autres boules.
- Rob's Pyraminx : industrialisé par Meffert's.
- Rob's Octahedron : industrialisé par Meffert's.
- Mixup cube :  un rubik's cube 3x3 qui peut effectuer des rotations à 45° sur les lignes du milieu, permettant les échanges en centre et arêtes. Il a été industrialisé par WitEden.
- Treasure chest : un cube 3x3 qui, une fois résolu, s'ouvre sur la face blanche et révèle un compartiment caché. Il a été industrialisé par Meffert's.
- Icosaix : un icosaèdre tournant sur ses faces. Il a des mouvements de jumbling. Il a été industrialisé par MF8
- Crazy comet : cube industrialisé par LanLan sans la permission d'Oskar. Un accord a été achevé plus tard (Dayan avait alors déjà montré un prototype).